# Muriel Gargaud
Muriel Gargaud est une astrophysicienne française. Elle enseigne et dirige ses recherches au laboratoire d'Astrophysique de Bordeaux, à l'Université Bordeaux I. Entre 1982 et 2002, elle a construit des modèles quantiques permettant de mieux comprendre les processus collisionnels ion-atome et ion-molécule se déroulant à basse température dans le milieu interstellaire. En 2000, elle s'est reconverti à l'exobiologie et s'intéresse à l'évolution de la vie sur Terre et à sa possible présence ailleurs dans l'Univers. Depuis le 1er juin 2014, elle est responsable du programme européen intitulé Origins and evolution of life on Earth and in the Universe (ORIGINS). Elle est présidente de la société française d'exobiologie de 2012 à 2018et elle est membre de l'union astronomique internationale. Elle a écrit et co-édité onze ouvrages universitaires , dont une encyclopédie d’astrobiologie de 2 000 entrées chez Springer et à laquelle ont participé plus de 300 auteurs du monde entier. 
Un collectif autour de Muriel Gargaud et Guillaume Lecointre réactualise le concept d'évolution en lien avec l'avancée des sciences, biologiques, neurosciences, écologie, politique, de gestion, etc. et à la lumière d'une nouvelle réflexion sur le concept d'émergence